# Legislatura 2012-2016 della Romania
La Legislatura 2012-2016 è stata la VII Legislatura della Repubblica di Romania dopo la rivoluzione romena del 1989. È stata in carica dal 19 dicembre 2012 al 21 dicembre 2016.

## Cronologia
Le Elezioni parlamentari in Romania celebrate nel dicembre 2012 videro il trionfo della coalizione dell'Unione Social-Liberale (USL) che conquistò ben 2/3 dei seggi in parlamento. Si trattava di una coalizione eterogenea e trasversale composta da due partiti principali, cioè il Partito Social Democratico (PSD) del premier Victor Ponta (centro-sinistra) e il Partito Nazionale Liberale (PNL) di Crin Antonescu (centro-destra), e due partiti minori, cioè l'Unione Nazionale per il Progresso della Romania (UNPR) di Gabriel Oprea (centro-sinistra) e il Partito Conservatore (PC) di Daniel Constantin (centro-destra). Sotto il profilo ideologico, data la varietà di tendenze, l'USL fu definita da alcuni osservatori «mostruosa coalizione». L'alleanza riuniva tanto il centro-sinistra quanto il centro-destra, con entrambi i fronti collegati dalla comune opposizione alle politiche promosse dal presidente della repubblica Traian Băsescu che, nei mesi precedenti, avevano portato a crisi costituzionali ed istituzionali, che ebbero il proprio apice nel referendum del 2012, indetto per destituire il presidente dal proprio incarico, ma senza ottenere risultati.
Ponta fu nominato primo ministro per un nuovo mandato. Con il tempo, però, crebbero tensioni all'interno della stessa USL. Nella parte iniziale del 2014, divergenze ideologiche e scelte politiche legate alle nomine di nuovi ministri in area PNL fecero crescere la tensione tra i due gruppi. L'11 febbraio i rappresentanti del PNL si incontrarono con il primo ministro proponendo una modifica alla squadra di governo, che prevedeva la nomina di Klaus Iohannis con il doppio ruolo di vice primo ministro e ministro degli interni. Visto il rifiuto di Ponta, senza approdare ad alcuna soluzione, il 25 febbraio 2014 Antonescu annunciò il ritiro del PNL dal governo e la fine dell'alleanza con il PSD. Il PSD, quindi, formò una nuova maggioranza con l'Unione Democratica Magiara di Romania (UDMR), l'UNPR e il PC e diede vita al governo Ponta III, che sopravvisse fino alle elezioni presidenziali del novembre 2014.
Una parte del PNL, guidata da Călin Popescu Tăriceanu, insoddisfatta dell'uscita del PNL dalla maggioranza, avviò una scissione, formando il Partito Liberale Riformatore (PLR). Dall'estate del 2014, quindi, Ponta godette anche del sostegno parlamentare del neonato PLR.
Nel corso dello stesso anno, venuta meno la necessità dell'alleanza con il PSD, il fronte di centro-destra che stava all'opposizione si ricompattò intorno alla sigla del PNL. Nell'estate del 2014, infatti, fu annunciata la fusione tra Partito Democratico Liberale (PD-L) e Partito Nazionale Liberale e confermata la proposta della candidatura congiunta alla presidenza della repubblica di Klaus Iohannis. I gruppi parlamentari del PD-L sparirono nel febbraio del 2015, mentre i loro membri confluirono interamente in quelli del PNL.
Le elezioni per il ruolo di presidente della repubblica attrassero interamente su di esse l'attenzione politica e gli sforzi di governo nei periodi estivo ed autunnale del 2014. Al primo turno del 2 novembre 2014 Ponta (PSD) ottenne il 40,44% delle preferenze, contro il 30,37% di Iohannis (PNL). Alle urne, al ballottaggio del 16 novembre 2014, si registrò l'inaspettato successo di Klaus Iohannis, che ottenne il 54,43% dei voti, contro il 45,56% di Ponta.
L'ufficializzazione della vittoria di Iohannis contro Ponta aprì una crisi politica non solo in seno al PSD, che preferì mantenere la discrezione a livello mediatico nonostante l'inattesa e dura sconfitta, ma anche nell'UDMR. Iohannis, infatti, trionfò nelle aree della Transilvania ad elevato popolamento di cittadini di etnia ungherese, elemento che indusse l'UDMR ad uscire dall'esecutivo. Il primo ministro, sostenuto da PSD, UNPR, PC e PLR, comunque, disponeva ancora della maggioranza parlamentare per garantire la stabilità di un nuovo governo. Il 17 dicembre nacque il governo Ponta IV.
Il 2015, in ogni caso, fu segnato da numerosi scandali giudiziari che colpirono direttamente elementi di alto rango del governo. Lo stesso Ponta fu messo sotto accusa per falso in scrittura privata, concorso continuativo in evasione fiscale e riciclaggio, fatti che lo costrinsero a subire gli ammonimenti da parte della presidenza della repubblica e, in ultima istanza, a lasciare la conduzione del partito a Liviu Dragnea.
A livello politico il Partito del Popolo-Dan Diaconescu (PP-DD), che ad inizio legislatura rappresentava uno dei maggiori gruppi di opposizione, andò incontro alla sparizione. Per la maggior parte i suoi parlamentari aderirono agli altri partiti, mentre una piccola parte si ricostituì intorno al Partito Nazionale Democratico di Daniel Fenechiu, fondato nel giugno del 2015. Nello stesso mese, vista la coincidenza sul piano ideologico e politico, si realizzò la fusione tra Partito Liberale Riformatore (PLR) e Partito Conservatore (PC), da cui nacque l'Alleanza dei Liberali e dei Democratici (ALDE), che ebbe due co-presidenti: Călin Popescu Tăriceanu (proveniente dal PLR) e Daniel Constantin (dal PC). 
Il governo Ponta IV collassò in seguito all'incendio alla discoteca Colectiv di Bucarest del 30 ottobre 2015, in cui 64 persone persero la vita a causa del mancato rispetto delle norme anti-incendio. L'evento segnò l'inizio di una serie di enormi proteste spontanee di piazza in cui i manifestanti invocavano un cambio di rotta in nome di una maggiore onestà da parte della classe politica in generale e pretendevano le dimissioni del governo. L'eco fu talmente ampia che il 4 novembre, sommerso dagli scandali, Victor Ponta depose il mandato nelle mani del presidente della repubblica. I manifestanti continuarono a riunirsi quotidianamente e ad affollare le strade della capitale fino al 10 novembre, ottavo giorno di protesta, quando Iohannis incaricò l'ex Commissario europeo per l'agricoltura e lo sviluppo rurale Dacian Cioloș di formare un governo tecnico, il primo nella storia della Romania postrivoluzionaria. Il governo Cioloș si presentò come una squadra fortemente europeista, intenzionata a ridurre gli sprechi, a riformare il settore della pubblica amministrazione e a consolidare i parametri macro-economici.

## Governi
1. Governo Ponta II
Dal 21 dicembre 2012 al 5 marzo 2014
Primo ministro: Victor Ponta (PSD)
Composizione del governo: PSD, PNL, PC, UNPR
2. Governo Ponta III
Dal 5 marzo 2014 al 17 dicembre 2014
Primo ministro: Victor Ponta (PSD)
Composizione del governo: PSD, UDMR, PC, UNPR
3. Governo Ponta IV
Dal 17 dicembre 2014 al 17 novembre 2015
Primo ministro: Victor Ponta (PSD), fino al 5 novembre 2015[18]; Sorin Cîmpeanu (ALDE), ad interim dal 5 novembre 2015
Composizione del governo: PSD, ALDE, UNPR
4. Governo Cioloș
Dal 17 novembre 2015 al 4 gennaio 2017
Primo ministro: Dacian Cioloș (Indipendente)
Composizione del governo: Indipendenti (appoggio esterno di PSD, PNL, UDMR, UNPR)

## Camera dei deputati

### Ufficio di presidenza
- Presidente:

1. Valeriu Ștefan Zgonea (PSD), fino al 13 giugno 2016
2. Florin Iordache (PSD), dal 13 giugno 2016

- Vice presidenti:

1. Ioan Oltean (PD-L), da dicembre 2012 a febbraio 2015
2. Miron Mitrea (PSD), da dicembre 2012 a febbraio 2015
3. Viorel Hrebenciuc (PSD), da dicembre 2012 ad ottobre 2014
4. Eduard-Raul Hellvig (PNL), da dicembre 2012 a settembre 2013
5. Dan Motreanu (PNL), da settembre 2013 ad ottobre 2015
6. Marian Neacșu (PSD), da ottobre 2014 a febbraio 2015
7. Rodica Nassar (PSD), da febbraio 2015 a settembre 2016
8. Gabriel Vlase (PSD), da febbraio 2015 a dicembre 2016
9. Florin Iordache (PSD), da febbraio 2015 a dicembre 2016
10. Ludovic Orban (PNL), da ottobre 2015 ad aprile 2016
11. Mihai Alexandru Voicu (PNL), da aprile 2016 a dicembre 2016
12. Steluța-Gustica Cătăniciu (ALDE), da settembre 2016 a dicembre 2016

- Segretari:

1. Cristian Buican (PNL)
2. Eugen Nicolicea (UNPR), da dicembre 2012 a marzo 2014
3. Niculae Mircovici (Minoranze), da dicembre 2012 a settembre 2016
4. Daniel Fenechiu (PP-DD), da dicembre 2012 a maggio 2013
5. Adrian-Nicolae Diaconu (PP-DD, fino a maggio 2014, UNPR, da maggio 2014), da maggio 2013 a settembre 2014
6. Ion-Marcel Ciolacu (PSD), da marzo 2014 a dicembre 2016
7. Liliana Mincă (PP-DD), da settembre 2014 a febbraio 2015
8. Laurențiu Chirvăsuță (UNPR, fino a giugno 2016, PSD, da giugno 2016), da febbraio 2015 a settembre 2016
9. Mircea Gheorghe Drăghici (PSD), da settembre 2016 a dicembre 2016
10. Dragoș Gabriel Zisopol (Minoranze), da ottobre 2016 a dicembre 2016

- Questori:

1. Mircea Gheorghe Drăghici (PSD), da dicembre 2012 a settembre 2016
2. Dan Motreanu (PNL), da dicembre 2012 a settembre 2013
3. Ioan Balan (PD-L, fino a febbraio 2015, PNL, da febbraio 2015), da dicembre 2012 a settembre 2014 e da febbraio 2015 a febbraio 2016
4. Dénes Seres (UDMR), da dicembre 2012 a settembre 2015 e da settembre 2016 a dicembre 2016
5. Ionel Palăr (PNL), da settembre 2013 a febbraio 2015 e da settembre 2015 a settembre 2016
6. Horia Grama (PSD), da settembre 2014 a febbraio 2015
7. Steluța-Gustica Cătăniciu (ALDE), da febbraio 2015 a febbraio 2016
8. Marian Neacșu (PSD), da febbraio 2016 a dicembre 2016
9. George Ionescu (PNL), da febbraio 2016 a dicembre 2016
10. Valeriu-Andrei Steriu (UNPR), da settembre 2016 a dicembre 2016

### Gruppi parlamentari
- Gruppo del Partito Social Democratico

Capogruppo Marian Neacșu (fino a febbraio 2016), Florin-Costin Pâslaru (da febbraio 2016)
- Gruppo del Partito Nazionale Liberale

Capogruppo Dan Rușanu (fino a maggio 2013), Andrei Gerea (da maggio 2013 ad ottobre 2013), George Scutaru (da ottobre 2013 a dicembre 2014), Ludovic Orban (da dicembre 2014 a settembre 2015), Eugen Nicolăescu (da settembre 2015)
- Gruppo dell'Unione Nazionale per il Progresso della Romania

Capogruppo Ion Răducanu
- Gruppo parlamentare del Partito Conservatore, da settembre 2014 a settembre 2015 denominato Gruppo parlamentare liberal conservatore, da settembre 2015 denominato Gruppo dell'Alleanza dei Liberali e dei Democratici

Capogruppo Bogdan Ciucă
- Gruppo dell'Unione Democratica Magiara di Romania

Capogruppo: András-Levente Máté
- Gruppo del Partito Democratico-Liberale, disciolto il 2 febbraio 2015

Capogruppo Mihai Stănișoară (fino a marzo 2013), Mircea-Nicu Toader (da aprile 2013 a febbraio 2014), Tinel Gheorghe (da febbraio 2014)
- Gruppo parlamentare del Partito del Popolo - Dan Diaconescu, da marzo 2015 a settembre 2015 denominato Gruppo parlamentare democratico popolare, da settembre 2015 denominato Gruppo parlamentare nazional democratico, disciolto il 22 dicembre 2015

Capogruppo Radu Mihai Popa (da dicembre 2012 a maggio 2013 e da ottobre 2015 a dicembre 2015), Daniel Fenechiu (da maggio 2013 a settembre 2014), Dumitru Niculescu (da settembre 2014 a dicembre 2014), Ștefan Burlacu (da dicembre 2014 ad ottobre 2015), Mihai Deaconu (in dicembre 2015)
- Gruppo dei Partiti delle minoranze etniche in Romania

Capogruppo: Varujan Pambuccian
- Non iscritti

### Commissioni parlamentari

#### Commissioni permanenti
- Commissione Politica economica, riforma e privatizzazione

Presidente: Mihai Tudose (PSD, da dicembre 2012 a dicembre 2014 e da dicembre 2015 a dicembre 2016), Horia Grama (PSD, da febbraio 2015 a dicembre 2015)
- Commissione Bilancio, finanze e banche

Presidente: Dan Rușanu (PNL, fino a maggio 2013), Gheorghe Dragomir (PNL, da maggio 2013 fino a marzo 2014), Eugen Nicolăescu (PNL, da marzo 2014 a settembre 2014), Viorel Ștefan (PSD, da settembre 2014)
- Commissione Industria e servizi

Presidente: Iulian Iancu (PSD)
- Commissione Trasporti e infrastrutture, attiva dal 4 febbraio 2014

Presidente: Mihai Lupu (PNL)
- Commissione Agricoltura, silvicoltura, industria alimentare e servizi per l'agricoltura

Presidente: Nini Săpunaru (PNL)
- Commissione Diritti dell'uomo, culti e problemi delle minoranze nazionali

Presidente: Nicolae Păun (Minoranze, fino a marzo 2016), Iusein Ibram (Minoranze, fino a marzo 2016)
- Commissione Amministrazione pubblica e gestione del territorio

Presidente: Marin Almăjanu (PNL, fino a settembre 2015), Victor Paul Dobre (PNL, da settembre 2015)
- Commissione Ambiente ed equilibrio ecologico, attiva dal 4 febbraio 2014

Presidente: Carmen-Ileana Mihălcescu (PSD)
- Commissione Lavoro e protezione sociale

Presidente: Florin Iordache (PSD, fino a febbraio 2015), Adrian Solomon (PSD, da febbraio 2015)
- Commissione Sanità e famiglia

Presidente: Rodica Nassar (PSD, fino a febbraio 2015), Corneliu-Florin Buicu (PSD, da febbraio 2015)
- Commissione Istruzione, scienza, gioventù, sport

Presidente: Angel Tîlvăr (PSD, fino a settembre 2014), Corneliu-Florin Buicu (ALDE, da ottobre 2014 a febbraio 2015), Adrian-Nicolae Diaconu (UNPR, da marzo 2015 a marzo 2016, PSD, da marzo 2016 a dicembre 2016)
- Commissione Cultura, arte, mezzi di informazione di massa

Presidente: Gigel Știrbu (PNL, da dicembre 2012 a dicembre 2013 e da marzo 2014 a dicembre 2016), Florin-Alexandru Alexe (PNL, da dicembre 2013 a marzo 2014)
- Commissione Giuridica, di disciplina e immunità

Presidente: Bogdan Ciucă (PC-ALDE)
- Commissione Difesa, ordine pubblico e sicurezza nazionale

Presidente: Ion Mocioalcă (PSD)
- Commissione Politica estera

Presidente: László Borbély (UDMR)
- Commissione Indagini sugli abusi, la corruzione e per le petizioni

Presidente: Mircea-Nicu Toader (PD-L, fino ad aprile 2013), Mircea Man (PD-L, da aprile 2013 a febbraio 2015, PNL, da febbraio 2015 a dicembre 2016)
- Commissione per il Regolamento

Presidente: Nicolae Vasilescu (PSD, fino a dicembre 2013), Gheorghe Emacu (UNPR, da dicembre 2013)
- Commissione per la tecnologia informatica e delle comunicazioni

Presidente: Daniel Vasile Oajdea (PP-DD, fino a dicembre 2014), Vasile Ghiorghe Gliga (PSD, da dicembre 2014 a marzo 2016), Eugen Nicolicea (UNPR, da marzo 2016 a maggio 2016, PSD, da maggio 2016 a dicembre 2016)
- Commissione Pari opportunità per donne e uomini

Presidente: Liliana Mincă (PP-DD, da dicembre 2012 a settembre 2014, PSD, da maggio 2016 ad ottobre 2016, ALDE, da ottobre 2016 a dicembre 2016), Ștefan-Petru Dalca (PP-DD, da settembre 2014 ad agosto 2015, UNPR, da agosto 2015 a marzo 2016, PSD, da marzo 2016 a maggio 2016)
- Commissione per le comunità di romeni all'estero

Presidente: Eugen Tomac (PD-L, fino a settembre 2013), Mircea Lubanovici (PD-L, da settembre 2013 a febbraio 2015, PNL, da febbraio 2015 a dicembre 2016)
- Commissione per gli affari europei

Presidente: Ovidiu Silaghi (PNL, fino a settembre 2013), Relu Fenechiu (PNL, da settembre 2013 a gennaio 2014), Radu Bogdan Țîmpău (PNL, da febbraio 2014 a settembre 2014), Angel Tîlvăr (PSD, da settembre 2014 a dicembre 2014), Ana Birchall (PSD, da febbraio 2015)

#### Altre commissioni
- Commissione per la Convalida

Presidente: Florin Iordache (PSD)

## Senato

### Ufficio di presidenza
- Presidente:

1. Crin Antonescu (PNL), fino al 4 marzo 2014
2. Cristian Dumitrescu (PSD), ad interim dal 5 marzo 2014 al 10 marzo 2014
3. Călin Popescu Tăriceanu (PLR-ALDE), dal 10 marzo 2014

- Vice presidenti:

1. Florin Constantinescu (PSD), da dicembre 2012 a settembre 2014
2. Cristian Dumitrescu (PSD), da dicembre 2012 a settembre 2015
3. Vasile Nistor (PC), da dicembre 2012 a settembre 2016
4. Nicolae Moga (PSD), da dicembre 2012 a febbraio 2014
5. Ioan Chelaru (PSD), da febbraio 2014 a dicembre 2016
6. Marius Lucian Obreja (PNL), da settembre 2014 a febbraio 2015
7. Teodor Atanasiu (PNL), da febbraio 2015 a dicembre 2016
8. Augustin Constantin Mitu (PSD), da settembre 2015 a dicembre 2016
9. Alexandru Pereș (PNL), da settembre 2016 a dicembre 2016

- Segretari:

1. Ion Rotaru (PSD)
2. Mario-Ovidiu Oprea (PNL)
3. Alexandru Pereș (PD-L, fino a febbraio 2015, PNL, da febbraio 2015), da dicembre 2012 a settembre 2016
4. Haralambie Vochițoiu (PP-DD), da dicembre 2012 a febbraio 2013
5. Tudor Barbu (PP-DD), da febbraio 2013 a giugno 2013
6. Ion Simeon Purec (PP-DD, fino a febbraio 2014, UNPR, da febbraio 2014 a giugno 2016, PSD, da giugno 2016 ), da giugno 2013 a dicembre 2016
7. Ben-Oni Ardelean (PNL), da settembre 2016 a dicembre 2016

- Questori:

1. Attila Verestóy (UDMR)
2. Ioan Chelaru (PSD), da dicembre 2012 a febbraio 2014
3. Marius Nicoară (PNL), da dicembre 2012 a settembre 2014
4. Dumitru Pelican (PC), da dicembre 2012 a settembre 2013
5. Daniel-Constantin Barbu (PNL), da settembre 2013 a febbraio 2014
6. Traian Igaș (PD-L), da febbraio 2014 a settembre 2014
7. Nicolae Moga (PSD), da febbraio 2014 a settembre 2015
8. Cristian Petru Bodea (PNL), da settembre 2014 a giugno 2016
9. Dan Șova (PSD), da settembre 2014 a settembre 2015
10. Niculae Bădălău (PSD), da settembre 2015 a dicembre 2016
11. Neculai Bereanu (PSD), da settembre 2015 a dicembre 2016
12. Cristian Rădulescu (PNL), da giugno 2016 a dicembre 2016

### Gruppi parlamentari
- Gruppo del Partito Social Democratico

Capogruppo Ilie Sârbu (fino ad ottobre 2015), Mihai Fifor (da ottobre 2015)
- Gruppo del Partito Nazionale Liberale

Capogruppo Puiu Hașotti (fino a febbraio 2015), Ion Popa (da febbraio 2015)
- Gruppo parlamentare liberal conservatore (PC, PLR, ALDE)

Capogruppo Vasile Nistor (fino a settembre 2013), Dumitru Pelican (da settembre 2013 a marzo 2016), Daniel-Constantin Barbu (da marzo 2016)
- Gruppo dell'Unione Democratica Magiara di Romania

Capogruppo: Béla Markó (fino a settembre 2015), Barna Tánczos (da settembre 2015)
- Gruppo del Partito Democratico-Liberale, disciolto il 2 febbraio 2015

Capogruppo Cristian Rădulescu (fino a febbraio 2014), Dumitru Oprea (da febbraio 2014)
- Gruppo parlamentare del Partito del Popolo - Dan Diaconescu disciolto il 3 febbraio 2014

Capogruppo Tudor Barbu (fino a febbraio 2013), Haralambie Vochițoiu (da febbraio 2013)
- Gruppo dell'Unione Nazionale per il Progresso della Romania, creato il 1 febbraio 2016, disciolto il 28 giugno 2016

Capogruppo Haralambie Vochițoiu
- Non iscritti

### Commissioni parlamentari

#### Commissioni permanenti
- Commissione Giuridica, di nomina, disciplina, immunità e convalida

Presidente Tudor Chiuariu (PNL, fino a febbraio 2014), Cătălin Boboc (PNL, da febbraio 2014)
- Commissione Costituzionalità, libertà civili e monitoraggio dell'applicazione delle sentenze della Corte europea dei diritti dell'uomo, attiva dal 26 ottobre 2015

Presidente Ovidiu Liviu Donțu (PSD)
- Commissione bilancio, finanze, attività bancaria e mercato dei capitali

Presidente Vasile Cosmin Nicula (PSD, fino a settembre 2014), Viorel Arcaș (PSD, da settembre 2014)
- Commissione Economica, industria e servizi

Presidente Lucian Iliescu (PNL, fino a settembre 2015), Nazare Eugen Țapu (PNL, da settembre 2015)
- Commissione Agricoltura, silvicoltura e sviluppo rurale

Presidente Gheorghe Saghian (PSD, fino a marzo 2016), Doina Silistru (PSD, da marzo 2016)
- Commissione Politica estera

Presidente Petru Filip (PSD)
- Commissione Amministrazione pubblica, organizzazione del territorio e protezione dell'ambiente

Presidente Darius Vâlcov (PSD, fino a settembre 2014), Ion Toma (UNPR, da settembre 2014)
- Commissione Difesa, ordine pubblico e sicurezza nazionale

Presidente Corneliu Dobrițoiu (PNL, fino a marzo 2015), Marius Lucian Obreja (PNL, da marzo 2015)
- Commissione Lavoro, famiglia e protezione sociale

Presidente Liviu Pop (PSD, fino a settembre 2015), Petru Alexandru Frătean (PSD, da settembre 2015)
- Commissione Istruzione, scienza, gioventù e sport

Presidente Ecaterina Andronescu (PSD)
- Commissione Sanità pubblica

Presidente Ion Luchian (PNL)
- Commissione Cultura, arte e mezzi di informazione di massa

Presidente Georgică Severin (PSD)
- Commissione Diritti dell'uomo, culti e minoranze

Presidente Rozália-Ibolya Biró (UDMR)
- Commissione Pari opportunità

Presidente Marian Vasiliev (PP-DD, fino a dicembre 2013, UNPR, da dicembre 2013)
- Commissione Sviluppo regionale, amministrazione attività dello stato e privatizzazione

Presidente Mircea Banias (PC-ALDE)
- Commissione Indagine sugli abusi, lotta alla corruzione e per le petizioni

Presidente Florinel Dumitrescu (PP-DD, fino a novembre 2013, PSD, da novembre 2013)
- Commissione Regolamento

Presidente Ioan Ghișe (PNL, fino a settembre 2014), Sebastian Grapă (PNL, da settembre 2014 a giugno 2015, UNPR, da giugno 2015 a settembre 2015), Nelu Tătaru (PNL, da settembre 2015)
- Commissione Affari europei

Presidente Anca Boagiu (PD-L, fino a febbraio 2015, PNL, da febbraio 2015)
- Commissione Romeni all'estero

Presidente Nicolae Marin (PP-DD, fino ad ottobre 2013), Dumitru Marcel Bujor (PP-DD, da ottobre 2013 a febbraio 2014, UNPR, da febbraio 2014 a giugno 2016, PSD, da giugno 2016)
- Commissione Ambiente, attiva dal 18 marzo 2014

Presidente Ion Popa (PNL, fino a febbraio 2016), Octavian Motoc (PNL, da febbraio 2016)
- Commissione Trasporti ed energia, attiva dal 18 marzo 2014

Presidente Florin Constantinescu (PSD, fino a febbraio 2015), Mihai Fifor (PSD, da febbraio 2015 a settembre 2015), Ionel Daniel Butunoi (PSD, da settembre 2015)
- Commissione Sviluppo e strategia economica, attiva dal 2 novembre 2015

Presidente Ștefan-Radu Oprea (PSD)

## Strutture parlamentari comuni

### Commissioni parlamentari

#### Commissioni permanenti
- Commissione comune per l'esercizio del controllo parlamentare sulle attività del Serviciul Român de Informații

Presidente Georgian Pop (PSD)
- Commissione comune per l'esercizio del controllo parlamentare sulle attività del Serviciul de Informații Externe

Presidente Mihăiță Calimente (PNL, fino a settembre 2016, ALDE, da settembre 2016)
- Commissione parlamentare per i rivoluzionari del 1989

Presidente Cristian-George Sefer (PP-DD, fino a settembre 2014, UNPR, da settembre 2014)
- Commissione per le relazioni con l'UNESCO

Presidente Traian Igaș (PD-L, fino a febbraio 2015, PNL, da febbraio 2015)
- Commissione parlamentare per lo statuto dei deputati e dei senatori, l'organizzazione e il funzionamento delle sedute comuni della Camera dei deputati e del Senato

Presidente Gabriel Vlase (PSD, fino a marzo 2015), Bogdan Niculescu Duvăz (PSD, da marzo 2015)
- Commissione comune per l'integrazione europea tra il parlamento della Romania e il Parlamento della Repubblica di Moldavia

Presidente Florin Constantinescu (PSD)

#### Commissioni speciali
- Commissione comune per l'elaborazione di proposte legislative di revisione della Costituzione della Romania, attiva dal 13 febbraio 2013

Presidente Crin Antonescu (PNL, fino a marzo 2015), Ioan Chelaru (PSD, da marzo 2015)
- Commissione comune per l'elaborazione di proposte legislative riguardanti la legge elettorale, la modifica della legge sui partiti politici e della legge sul finanziamento ai partiti politici e alle campagne elettorali, attiva dal 13 febbraio 2013

Presidente Valeriu Ștefan Zgonea (PSD, fino ad aprile 2015), Mihai Alexandru Voicu (PNL, da aprile 2015 ad ottobre 2015), Gabriel Vlase (PSD, da ottobre 2015)
- Commissione comune per l'adesione della Romania allo spazio Schengen, attiva dal 18 giugno 2013

Presidente Mircea Geoană (PSD, fino a dicembre 2014), Titus Corlățean (PSD, da dicembre 2014)
- Commissione speciale comune per la pubblicità del progetto di legge riguardante diverse misure riferite allo sfruttamento delle miniere auro-argentifere nel perimetro di Roșia Montană e la promozione dello sviluppo delle attività minerarie in Romania, attiva dal 17 settembre 2013 al 3 giugno 2014

Presidente Darius Vâlcov (PSD)
- Commissione comune per l'esame dei rapporti di audit finanziario della Corte dei conti e per il controllo degli esercizi di bilancio annuali della Corte dei conti, attiva dall'11 aprile 2016

Presidente Leonardo Badea (PSD)

#### Commissioni d'inchiesta
- Commissione parlamentare d'inchiesta per la verifica della legalità dell'acquisto di terreni nella zona del comune di Nana (Călărași), attiva dal 10 dicembre 2013 al 4 giugno 2014
- Commissione speciale d'inchiesta riguardante la situazione dei due operatori energetici «Societatea Complexul Energetic Hunedoara» e «Societatea Complexul Energetic Oltenia», attiva dall'11 aprile 2016

Presidente Iulian Iancu (PSD)

### Delegazioni parlamentari presso le organizzazioni internazionali
- Delegazione del Parlamento della Romania presso l'assemblea parlamentare del Consiglio dell'Unione europea (APCE)

Presidente Ionuț-Marian Stroe (PNL)
- Delegazione del Parlamento della Romania presso l'assemblea parlamentare dell'Organizzazione della cooperazione economica del mar Nero (APCEMN)

Capo delegazione Gheorghe-Vlad Nistor (PNL)
- Delegazione del Parlamento della Romania presso l'assemblea parlamentare dell'Unione per il Mediterraneo (AP UpM)
- Delegazione del Parlamento della Romania presso l'assemblea parlamentare della francofonia (APF)

Presidente Sanda-Maria Ardeleanu (PD-L, fino a febbraio 2015, PNL, da febbraio 2015)
- Delegazione del Parlamento della Romania presso l'assemblea parlamentare della NATO (APNATO)

Capo delegazione Gabriel Vlase (PSD)
- Delegazione del Parlamento della Romania presso l'assemblea parlamentare dell'OSCE (APOSCE)

Presidente Rodica Nassar (PSD)
- Delegazione del Parlamento della Romania presso l'Iniziativa centro europea - dimensione parlamentare (ICE-DP)

Presidente Adrian-Nicolae Diaconu (PP-DD, fino a giugno 2013), Liliana Mincă (PP-DD, da giugno 2013 ad agosto 2015, UNPR, da agosto 2015 a marzo 2016, PSD, da marzo 2016 ad ottobre 2016, ALDE, da ottobre 2016)
- Comitato di direzione del Gruppo romeno di unione interparlamentare (UIP)

Presidente Ioan Stan (PSD)
- Delegazione del Parlamento della Romania presso l'Assemblea parlamentare del Mediterraneo (APM)
- Delegazione del Parlamento della Romania presso l'assemblea del Processo di Cooperazione dell'Europa sud-orientale (AP SEECP)
- Delegazione del Parlamento della Romania presso l'assemblea interparlamentare dell'ortodossia (AIO)